# Henri Attal
Pour les articles homonymes, voir Attal.
Henri Attal est un acteur français né le 13 mai 1936 à Paris 4e et mort le 24 juillet 2003 à Cucq, dans le Pas-de-Calais.

## Biographie
Seul ou en tandem avec Dominique Zardi, il a multiplié les rôles secondaires dans plus de 150 films.
Il meurt d'une crise d'asthme le 24 juillet 2003 à Cucq, dans le Pas-de-Calais, il est inhumé au cimetière de Berck. À ses funérailles, Dominique Zardi et Jean-Pierre Mocky sont présents à Berck.

## Filmographie complète

### Cinéma

#### Années 1950
- 1959 : Les Bonnes Femmes, de Claude Chabrol - Un ami de Jane et Jacqueline

#### Années 1960
- 1960 : Saint-Tropez Blues de Marcel Moussy - Un marin
- 1961 : Le Jour le plus long, de Ken Annakin - Un soldat du débarquement
- 1961 : La Belle Américaine, de Robert Dhéry (non crédité) - Un cycliste
- 1961 : Les Godelureaux, de Claude Chabrol - Un consommateur
- 1961 : Une femme est une femme, de Jean-Luc Godard - Le deuxième faux aveugle
- 1961 : Auguste de Pierre Chevalier
- 1961 : Ophélia de Claude Chabrol
- 1961 : Les Petits Matins de Jacqueline Audry - Un spectateur à la boxe
- 1961 : Aimez-vous Brahms ?, "Goodbye again"  de Anatole Litvak
- 1962 : L'assassin est dans l'annuaire, de Léo Joannon - Un consommateur au café
- 1962 : Arsène Lupin contre Arsène Lupin, de Édouard Molinaro - Un gangster à l'enterrement
- 1962 : Le Monte-charge, de Marcel Bluwal - Un spectateur au cinéma
- 1962 : Les Parisiennes, de Claude Barma et Marc Allégret - Un passager du bus, dans le sketch : Sophie
- 1962 : Vivre sa vie de Jean-Luc Godard
- 1962 : Méfiez-vous, mesdames, de André Hunebelle - Jules
- 1963 : Les Vierges, de Jean-Pierre Mocky
- 1963 : Landru, de Claude Chabrol - Un gendarme
- 1963 : Le Vice et la Vertu, de Roger Vadim
- 1963 : OSS 117 se déchaîne, de André Hunebelle - Manuel, un homme de mains
- 1963 : Mélodie en sous-sol, de Henri Verneuil - Le copain de Francis
- 1963 : Château en Suède de Roger Vadim
- 1963 : Hardi ! Pardaillan de Bernard Borderie
- 1963 : L'assassin connaît la musique... de Pierre Chenal
- 1963 : Du grabuge chez les veuves de Jacques Poitrenaud
- 1963 : Faites sauter la banque !, de Jean Girault - Ramirez, un ouvrier
- 1964 : Fantomas, de André Hunebelle - Un garde de Fantômas
- 1964 : Échappement libre, de Jean Becker - Un client de l'hôtel
- 1964 : Les Plus Belles Escroqueries du monde, de Claude Chabrol, dans le sketch : L'homme qui vendit la Tour Eiffel
- 1964 : Le Tigre aime la chair fraîche de Claude Chabrol
- 1964 : La Chasse à l'homme, de Édouard Molinaro - Un truand
- 1964 : Le Tigre se parfume à la dynamite, de Claude Chabrol - Le tueur de l'aéroport
- 1964 : La Mort d'un tueur de Robert Hossein
- 1965 : Le Vampire de Düsseldorf  de Robert Hossein - Un ouvrier
- 1965 : Les Gorilles, de Jean Girault - La Tignasse
- 1965 : Marie-Chantal contre Dr Kha, de Claude Chabrol
- 1965 : La Bourse et la Vie, de Jean-Pierre Mocky - Le voyageur au chat
- 1965 : Pierrot le Fou, de Jean-Luc Godard
- 1965 : Furia à Bahia pour OSS 117, de André Hunebelle - Un tueur
- 1965 : Fantomas se déchaîne, de André Hunebelle - Un garde de Fantômas - crédité Henri Attal
- 1965 : Paris au mois d'août de Pierre Granier-Deferre
- 1965 : Paradiso, hôtel du libre-échange de Peter Glenville
- 1965 : Pleins feux sur Stanislas de Jean-Charles Dudrumet
- 1967 : Fantomas contre Scotland Yard, d'André Hunebelle : Godfrey
- 1966 : Masculin féminin, de Jean-Luc Godard
- 1966 : Galia, de Georges Lautner
- 1966 : Roger La Honte  (Trappola per l'assassino), de Riccardo Freda - Un policier
- 1966 : La Ligne de démarcation, de Claude Chabrol - Un gendarme français
- 1966 : Brigade antigangs de Bernard Borderie
- 1966 : Le scandale de Claude Chabrol
- 1966 : Le Pacha, de Georges Lautner
- 1967 : Mise à sac de Alain Cavalier
- 1968 : La Horse, de Pierre Granier-Deferre - Louis
- 1968 : Les Grandes Vacances, de Jean Girault - Un marin du bistrot
- 1969 : Le Cerveau, de Gérard Oury - Un homme du Cerveau
- 1969 : L'Étau, "Topaz"  d'Alfred Hitchcock - Un homme sur le bateau scène coupée au montage
- 1969 : La Femme infidèle, de Claude Chabrol - L'homme du café
- 1969 : Les Biches, de Claude Chabrol - Robèque
- 1969 : Une veuve en or, de Michel Audiard - Un homme de Raphaël

#### Années 1970
- 1970 : Borsalino, de Jacques Deray - Le caissier
- 1970 : Le Cinéma de papa, de Claude Berri
- 1970 : Le Gendarme en balade, de Jean Girault - Un acteur
- 1970 : Juste avant la nuit, de Claude Chabrol - Cavanna
- 1971 : La Grande Maffia..., de Philippe Clair - Un gangster
- 1971 : Jo, de Jean Girault - Grand Louis
- 1971 : Sex-shop, de Claude Berri
- 1972 : Trop jolies pour être honnêtes, de Richard Balducci - Un codétenu
- 1972 : Docteur Popaul, de Claude Chabrol - La sourde
- 1972 : Elle cause plus... elle flingue, de Michel Audiard - L'affreux
- 1972 : Ursule et Grelu, de Serge Korber
- 1972 : Don Juan 73 de Roger Vadim
- 1973 : Moi y'en a vouloir des sous, de Jean Yanne - Un CRS
- 1973 : Le Train, de Pierre Granier-Deferre
- 1973 : Gross Paris de Gilles Grangier
- 1973 : Une partie de plaisir de Claude Chabrol
- 1974 : Nada de Claude Chabrol
- 1974 : Les Quatre Charlots mousquetaires, de André Hunebelle - Un garde du cardinal
- 1974 : À nous quatre, Cardinal !, de André Hunebelle - Un garde du cardinal
- 1974 : Borsalino & Co, de Jacques Deray - Un gardien à l'asile
- 1974 : Les Innocents aux mains sales, de Claude Chabrol - L'officier de police
- 1975 : La Course à l'échalote, de Claude Zidi - Le conducteur du train
- 1975 : Les Grands Moyens de Hubert Cornfield
- 1975 : L'Intrépide, de Jean Girault
- 1976 : Le Gang, de Jacques Deray
- 1976 : Le Corps de mon ennemi, de Henri Verneuil - Un agitateur
- 1976 : Folies bourgeoises, de Claude Chabrol - Un consommateur
- 1976 : Le Roi des bricoleurs, de Jean-Pierre Mocky - L'ouvrier arabe
- 1976 : Bartleby, de Maurice Ronet - Le gardien de la prison
- 1976 : Adieu poulet, de Pierre Granier-Deferre - Luigi
- 1976 : L'Homme pressé, de Édouard Molinaro
- 1977 : L'Animal, de Claude Zidi - Un technicien de plateau
- 1977 : Le Point de mire, de Jean-Claude Tramont
- 1977 : Comment se faire réformer de Philippe Clair
- 1978 : Et vive la liberté ! de Serge Korber
- 1978 : La Zizanie, de Claude Zidi - Un ouvrier
- 1978 : Le Témoin, de Jean-Pierre Mocky
- 1978 : Violette Nozière, de Claude Chabrol
- 1978 : La Carapate de Gérard Oury
- 1978 : Je vous ferai aimer la vie de Serge Korber
- 1978 : Plein les poches pour pas un rond de Daniel Daert
- 1978 : Les réformés se portent bien de Philippe Clair
- 1978 : Once in Paris de Frank D. Gilroy
- 1978 : Le Toubib, de Pierre Granier-Deferre - Le soldat du convoi
- 1978 : Flic ou Voyou, de Georges Lautner - Un évadé de la prison
- 1979 : Le Piège à cons, de Jean-Pierre Mocky - Le gardien de la propriété

#### Années 1980
- 1980 : Les Sous-doués, de Claude Zidi - Mohammed
- 1980 : Trois Hommes à abattre, de Jacques Deray - Le quidam à l'hôpital
- 1980 : Le Coup du parapluie, de Gérard Oury
- 1980 : Cherchez l'erreur... de Serge Korber
- 1981 : Pour la peau d'un flic, de Alain Delon - Le type au flipper
- 1982 : Pour cent briques, t'as plus rien..., de Édouard Molinaro
- 1982 : Plus beau que moi, tu meurs, de Philippe Clair - Le Sheikh
- 1982 : Litan : La Cité des spectres verts, de Jean-Pierre Mocky - Un infirmier
- 1982 : Les Misérables, de Robert Hossein  - Le serveur à Saint-Cloud
- 1983 : Le Marginal, de Jacques Deray - Georges
- 1983 : À mort l'arbitre, de Jean-Pierre Mocky - Le voisin du 16e étage - scène coupée au montage
- 1984 : La Vengeance du serpent à plumes, de Gérard Oury - Un policier à l'aéroport
- 1984 : Les Ripoux, de Claude Zidi - Dédé la Mitraille
- 1984 : Par où t'es rentré ? On t'a pas vu sortir, de Philippe Clair -  Ben Burger
- 1985 : Poulet au vinaigre, de Claude Chabrol - L'employé de la morgue
- 1986 : Chère canaille de Stéphane Kurc
- 1987 : Masques, de Claude Chabrol - Le surveillant
- 1987 : Le Cri du hibou, de Claude Chabrol - Un flic
- 1987 : Le Solitaire, de Jacques Deray - Le greffier de la prison
- 1988 : Une affaire de femmes, de Claude Chabrol - le gendarme au tribunal.
- 1989 : L'Autrichienne de Pierre Granier-Deferre
- 1989 : Jours tranquilles à Clichy de Claude Chabrol

#### Années 1990
- 1991 : Madame Bovary, de Claude Chabrol - Maître Hareng
- 1991 : La Totale !, de Claude Zidi - Le concierge de l'hôtel
- 1992 : Ville à vendre, de Jean-Pierre Mocky
- 1992 : L'Inconnu dans la maison, de Georges Lautner - Un policier au tribunal
- 1992 : Betty, de Claude Chabrol
- 1993 : L'Enfer, de Claude Chabrol
- 1993 : Bonsoir, de Jean-Pierre Mocky - Le chasseur
- 1996 : Alliance cherche doigt, de Jean-Pierre Mocky - L'ivrogne
- 1997 : Robin des mers, de Jean-Pierre Mocky  - Le chômeur délateur
- 1997 : Vidange, de Jean-Pierre Mocky - Dantin, le brocanteur
- 1997 : Rien ne va plus, de Claude Chabrol - Le vendeur grec
- 1998 : Tout est calme, de Jean-Pierre Mocky

#### Années 2000
- 2000 : Le Glandeur, de Jean-Pierre Mocky
- 2000 : La Candide Madame Duff de Jean-Pierre Mocky
- 2002 : La Fleur du mal, de Claude Chabrol - Le père de Fanny
- 2002 : Laissez-passer, de Bertrand Tavernier - Raoul
- 2003 : Le Furet, de Jean-Pierre Mocky - Un garde de Don Salvadore

### Télévision
- 1967 : Lagardère de Jean-Pierre Decourt - Une version écourtée en deux époques a été projetée dans les salles
- 1975 : Jo Gaillard
- 1977 : Les Enquêtes du commissaire Maigret, épisode : Au rendez-vous des Terre-Neuvas de Jean-Paul Sassy
- 1978 : Claudine à l'école d'Édouard Molinaro
- 1980 : L'Embrumé de Josée Dayan
- 1991 : Le Gang des tractions de Josée Dayan
- 1996 : La Nouvelle Tribu de Roger Vadim (mini-série)